# Елеонора Австрійська (ерцгерцогиня)
Елеонора Австрійська (нім. Eleonora von Österreich) при народженні Елеонора Марія Крістіна Іммакулата Жозефа фон Габсбург-Лотарінгська (нім. Eleanor Maria Cristina Immaculata Josepha von Habsburg-Lothringen); 28 листопада 1886 — 26 травня 1974) — австрійська ерцгерцогиня з Тешенської гілки династії Габсбургів, двоюрідна сестра іспанського короля Альфонсо XIII, дочка ерцгерцога Карла Стефана та ерцгерцогині Марії Терези.

## Біографія
Елеонора народилася 28 листопада 1886 року у Пулі, де її батько служив у чині морського офіцера. Вона стала першою дитиною та старшою дочкою в сім'ї австрійського ерцгерцога з Тешенської гілки Габсбургів Карла Стефана та Марії Терези Австрійської з Тосканської гілки Габсбургів. При хрещенні отримала ім'я Елеонора Марія Крістіна Іммакулата Жозефа фон Габсбург з титулом «Її Імператорська та Королівська Високість ерцгерцогиня Австрійська, принцеса Угорщини, принцеса Богемська та принцеса Чеська». Її батько був рідним братом іспанській королеві Марії Крістіни. Елеонора, таким чином, була двоюрідною сестрою іспанського короля Альфонсо XIII. Мати — ерцгерцогиня Марія Тереза – онука останнього герцога Тосканського Леопольда II та сицилійського короля Фердинанда II.
Загалом у сім'ї народилося шестеро дітей, троє дочок та троє синів. Елеонора здобула домашню освіту. Особливий акцент батьки ставили на вивчення іноземних мов. Ерцгерцогиня опанувала німецьку, французьку, англійську та італійську мови, а з 1895 року почала навчати польську. Її батько робив кар'єру на флоті та Елеонора провела свою юність в Істрії на березі Адріатичного моря. Сім'я була дуже багата, володіла літньою віллою на острові Лошинь, палацом у Відні, мала у своєму розпорядженні розкішну яхту для літніх круїзів. У 1895 році Карл Стефан успадкував величезні володіння в Галичині від свого родича ерцгерцога Альбрехта, герцога Тешенського. З 1907 року головною резиденцією сім'ї був замок Живець у Західній Галичині (зараз територія Польщі), зиму, як і раніше, проводили в Істрії.
У віці двадцять п'яти років Елеонора закохалася в Альфонсо фон Клосса, моряка, який працював капітаном на яхті батька. Їхні стосунки зав'язалися під час сімейних морських круїзів. Карл Стефан хотів видати заміж Елеонору за представників польської аристократії, але був надто прив'язаний до дочки та погодився на шлюб. Дозвіл на шлюб треба було отримати від глави династії — імператора Франца Йосипа, який був добрим другом Карла Стефана. Зрештою, він дав дозвіл.
Скромна церемонія відбулася 9 січня 1913 року у місті Живець за два дні до весілля молодшої сестри Елеонори ерцгерцогині Мехтильди, що виходила заміж за польського князя Ольгерда Чарторійського. Після шлюбу вона відмовилася від усіх титулів, прийнявши прізвище чоловіка. Подружжя оселилося в Істрії. Альфонсо фон Клос працював у чині капітана в Імператорському флоті, брав участь у Першій світовій війні. Після падіння австрійської монархії подружжя залишилося в Австрії і жило в Бадені, неподалік Відня, де Елеонора успадкувала віллу від ерцгерцога Райнера Фердинанда. Один із її синів був військовим аташе у посольстві Австрії у Вашингтоні. Більшість її нащадків продовжують жити в Австрії.
Подружжя проживало в Австрії до кінця життя. Альфонсо помер 1953 року, Елеонора пережила його на 21 рік і померла в 1974 у віці 87 років.

## Генеалогія
| Карл Тешенський | Карл Тешенський | Карл Тешенський | Карл Тешенський | Карл Тешенський             | Карл Тешенський             |                             |                             | Генрієтта Нассау-Вайльбурзька | Генрієтта Нассау-Вайльбурзька | Генрієтта Нассау-Вайльбурзька | Генрієтта Нассау-Вайльбурзька | Генрієтта Нассау-Вайльбурзька | Генрієтта Нассау-Вайльбурзька |                          |                          | Йозеф Австрійський       | Йозеф Австрійський       | Йозеф Австрійський | Йозеф Австрійський | Йозеф Австрійський              | Йозеф Австрійський              |                                 |                                 | Марія Доротея Вюртемберзька     | Марія Доротея Вюртемберзька     | Марія Доротея Вюртемберзька | Марія Доротея Вюртемберзька | Марія Доротея Вюртемберзька | Марія Доротея Вюртемберзька |  |  | Леопольд II | Леопольд II | Леопольд II | Леопольд II | Леопольд II                 | Леопольд II                 |                             |                             | Марія Антонія Бурбон-Сицилійська | Марія Антонія Бурбон-Сицилійська | Марія Антонія Бурбон-Сицилійська | Марія Антонія Бурбон-Сицилійська | Марія Антонія Бурбон-Сицилійська | Марія Антонія Бурбон-Сицилійська |                           |                           | Фердинанд II              | Фердинанд II              | Фердинанд II | Фердинанд II | Фердинанд II                        | Фердинанд II                        |                                     |                                     | Марія Тереза Австрійська            | Марія Тереза Австрійська            | Марія Тереза Австрійська | Марія Тереза Австрійська | Марія Тереза Австрійська | Марія Тереза Австрійська |  |  |
| Карл Тешенський | Карл Тешенський | Карл Тешенський | Карл Тешенський | Карл Тешенський             | Карл Тешенський             |                             |                             | Генрієтта Нассау-Вайльбурзька | Генрієтта Нассау-Вайльбурзька | Генрієтта Нассау-Вайльбурзька | Генрієтта Нассау-Вайльбурзька | Генрієтта Нассау-Вайльбурзька | Генрієтта Нассау-Вайльбурзька |                          |                          | Йозеф Австрійський       | Йозеф Австрійський       | Йозеф Австрійський | Йозеф Австрійський | Йозеф Австрійський              | Йозеф Австрійський              |                                 |                                 | Марія Доротея Вюртемберзька     | Марія Доротея Вюртемберзька     | Марія Доротея Вюртемберзька | Марія Доротея Вюртемберзька | Марія Доротея Вюртемберзька | Марія Доротея Вюртемберзька |  |  | Леопольд II | Леопольд II | Леопольд II | Леопольд II | Леопольд II                 | Леопольд II                 |                             |                             | Марія Антонія Бурбон-Сицилійська | Марія Антонія Бурбон-Сицилійська | Марія Антонія Бурбон-Сицилійська | Марія Антонія Бурбон-Сицилійська | Марія Антонія Бурбон-Сицилійська | Марія Антонія Бурбон-Сицилійська |                           |                           | Фердинанд II              | Фердинанд II              | Фердинанд II | Фердинанд II | Фердинанд II                        | Фердинанд II                        |                                     |                                     | Марія Тереза Австрійська            | Марія Тереза Австрійська            | Марія Тереза Австрійська | Марія Тереза Австрійська | Марія Тереза Австрійська | Марія Тереза Австрійська |  |  |
|                 |                 |                 |                 |                             |                             |                             |                             |                               |                               |                               |                               |                               |                               |                          |                          |                          |                          |                    |                    |                                 |                                 |                                 |                                 |                                 |                                 |                             |                             |                             |                             |  |  |             |             |             |             |                             |                             |                             |                             |                                  |                                  |                                  |                                  |                                  |                                  |                           |                           |                           |                           |              |              |                                     |                                     |                                     |                                     |                                     |                                     |                          |                          |                          |                          |  |  |
|                 |                 |                 |                 | Карл Фердинанд Австрійський | Карл Фердинанд Австрійський | Карл Фердинанд Австрійський | Карл Фердинанд Австрійський | Карл Фердинанд Австрійський   | Карл Фердинанд Австрійський   |                               |                               |                               |                               |                          |                          |                          |                          |                    |                    | Єлизавета Франциска Австрійська | Єлизавета Франциска Австрійська | Єлизавета Франциска Австрійська | Єлизавета Франциска Австрійська | Єлизавета Франциска Австрійська | Єлизавета Франциска Австрійська |                             |                             |                             |                             |  |  |             |             |             |             | Карл Сальватор Австрійський | Карл Сальватор Австрійський | Карл Сальватор Австрійський | Карл Сальватор Австрійський | Карл Сальватор Австрійський      | Карл Сальватор Австрійський      |                                  |                                  |                                  |                                  |                           |                           |                           |                           |              |              | Марія Іммакулата Бурбон-Сицилійська | Марія Іммакулата Бурбон-Сицилійська | Марія Іммакулата Бурбон-Сицилійська | Марія Іммакулата Бурбон-Сицилійська | Марія Іммакулата Бурбон-Сицилійська | Марія Іммакулата Бурбон-Сицилійська |                          |                          |                          |                          |  |  |
|                 |                 |                 |                 | Карл Фердинанд Австрійський | Карл Фердинанд Австрійський | Карл Фердинанд Австрійський | Карл Фердинанд Австрійський | Карл Фердинанд Австрійський   | Карл Фердинанд Австрійський   |                               |                               |                               |                               |                          |                          |                          |                          |                    |                    | Єлизавета Франциска Австрійська | Єлизавета Франциска Австрійська | Єлизавета Франциска Австрійська | Єлизавета Франциска Австрійська | Єлизавета Франциска Австрійська | Єлизавета Франциска Австрійська |                             |                             |                             |                             |  |  |             |             |             |             | Карл Сальватор Австрійський | Карл Сальватор Австрійський | Карл Сальватор Австрійський | Карл Сальватор Австрійський | Карл Сальватор Австрійський      | Карл Сальватор Австрійський      |                                  |                                  |                                  |                                  |                           |                           |                           |                           |              |              | Марія Іммакулата Бурбон-Сицилійська | Марія Іммакулата Бурбон-Сицилійська | Марія Іммакулата Бурбон-Сицилійська | Марія Іммакулата Бурбон-Сицилійська | Марія Іммакулата Бурбон-Сицилійська | Марія Іммакулата Бурбон-Сицилійська |                          |                          |                          |                          |  |  |
|                 |                 |                 |                 |                             |                             |                             |                             |                               |                               |                               |                               |                               |                               |                          |                          |                          |                          |                    |                    |                                 |                                 |                                 |                                 |                                 |                                 |                             |                             |                             |                             |  |  |             |             |             |             |                             |                             |                             |                             |                                  |                                  |                                  |                                  |                                  |                                  |                           |                           |                           |                           |              |              |                                     |                                     |                                     |                                     |                                     |                                     |                          |                          |                          |                          |  |  |
|                 |                 |                 |                 |                             |                             |                             |                             |                               |                               |                               |                               | Карл Стефан Австрійський      | Карл Стефан Австрійський      | Карл Стефан Австрійський | Карл Стефан Австрійський | Карл Стефан Австрійський | Карл Стефан Австрійський |                    |                    |                                 |                                 |                                 |                                 |                                 |                                 |                             |                             |                             |                             |  |  |             |             |             |             |                             |                             |                             |                             |                                  |                                  |                                  |                                  | Марія Терезія Австрійська        | Марія Терезія Австрійська        | Марія Терезія Австрійська | Марія Терезія Австрійська | Марія Терезія Австрійська | Марія Терезія Австрійська |              |              |                                     |                                     |                                     |                                     |                                     |                                     |                          |                          |                          |                          |  |  |
|                 |                 |                 |                 |                             |                             |                             |                             |                               |                               |                               |                               | Карл Стефан Австрійський      | Карл Стефан Австрійський      | Карл Стефан Австрійський | Карл Стефан Австрійський | Карл Стефан Австрійський | Карл Стефан Австрійський |                    |                    |                                 |                                 |                                 |                                 |                                 |                                 |                             |                             |                             |                             |  |  |             |             |             |             |                             |                             |                             |                             |                                  |                                  |                                  |                                  | Марія Терезія Австрійська        | Марія Терезія Австрійська        | Марія Терезія Австрійська | Марія Терезія Австрійська | Марія Терезія Австрійська | Марія Терезія Австрійська |              |              |                                     |                                     |                                     |                                     |                                     |                                     |                          |                          |                          |                          |  |  |
|                 |                 |                 |                 |                             |                             |                             |                             |                               |                               |                               |                               |                               |                               |                          |                          |                          |                          |                    |                    |                                 |                                 |                                 |                                 |                                 |                                 |                             |                             |                             |                             |  |  |             |             |             |             |                             |                             |                             |                             |                                  |                                  |                                  |                                  |                                  |                                  |                           |                           |                           |                           |              |              |                                     |                                     |                                     |                                     |                                     |                                     |                          |                          |                          |                          |  |  |
|                 |                 |                 |                 |                             |                             |                             |                             |                               |                               |                               |                               |                               |                               |                          |                          |                          |                          |                    |                    |                                 |                                 |                                 |                                 |                                 |                                 |                             |                             | Елеонора                    |                             |  |  |             |             |             |             |                             |                             |                             |                             |                                  |                                  |                                  |                                  |                                  |                                  |                           |                           |                           |                           |              |              |                                     |                                     |                                     |                                     |                                     |                                     |                          |                          |                          |                          |  |  |